# Dravski ledenik
Kot Dravski ledenik iz geološke dobe pleistocena je znan ledenik, ki je segal približno od Velikega Kleka, nato sledil toku Drave proti vzhodu in se je v svojem največjem obsegu končal v geološki dobi Würma v Celovški kotlini pri Dolah I (občina Velikovec) v bližini Rude v Podjuni na današnjem avstrijskem južnem Koroškem. Ledene gmote ledenika niso zapolnile le doline Drave, temveč so se po dolinah pritokov stekale tudi čez nižje gorske verige. Njegova debelina v bližini Beljaka naj bi bila 900 m, širina pa 30 km. Tudi nastanek večine koroških jezer, zlasti Vrbskega jezera  ,  Milštatskega jezera in  Belega jezera se pripisuje delovanju dravskega ledenika.